# Up Your Alley Fair

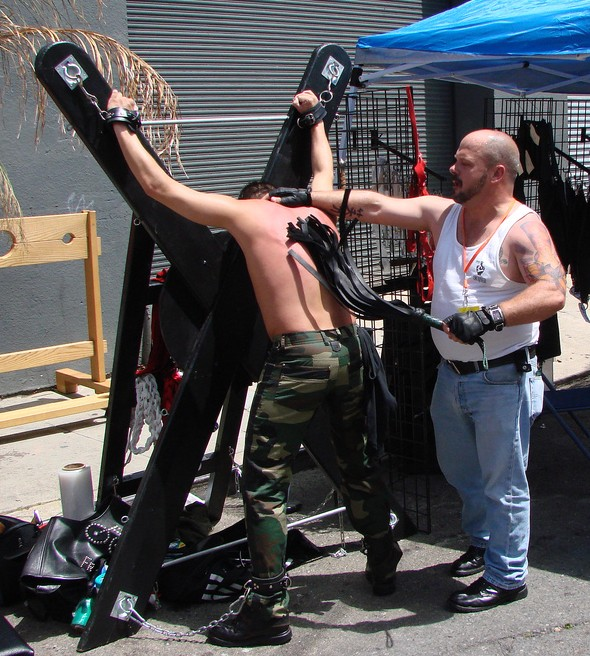
Demostración BDSM en Up Your Alley

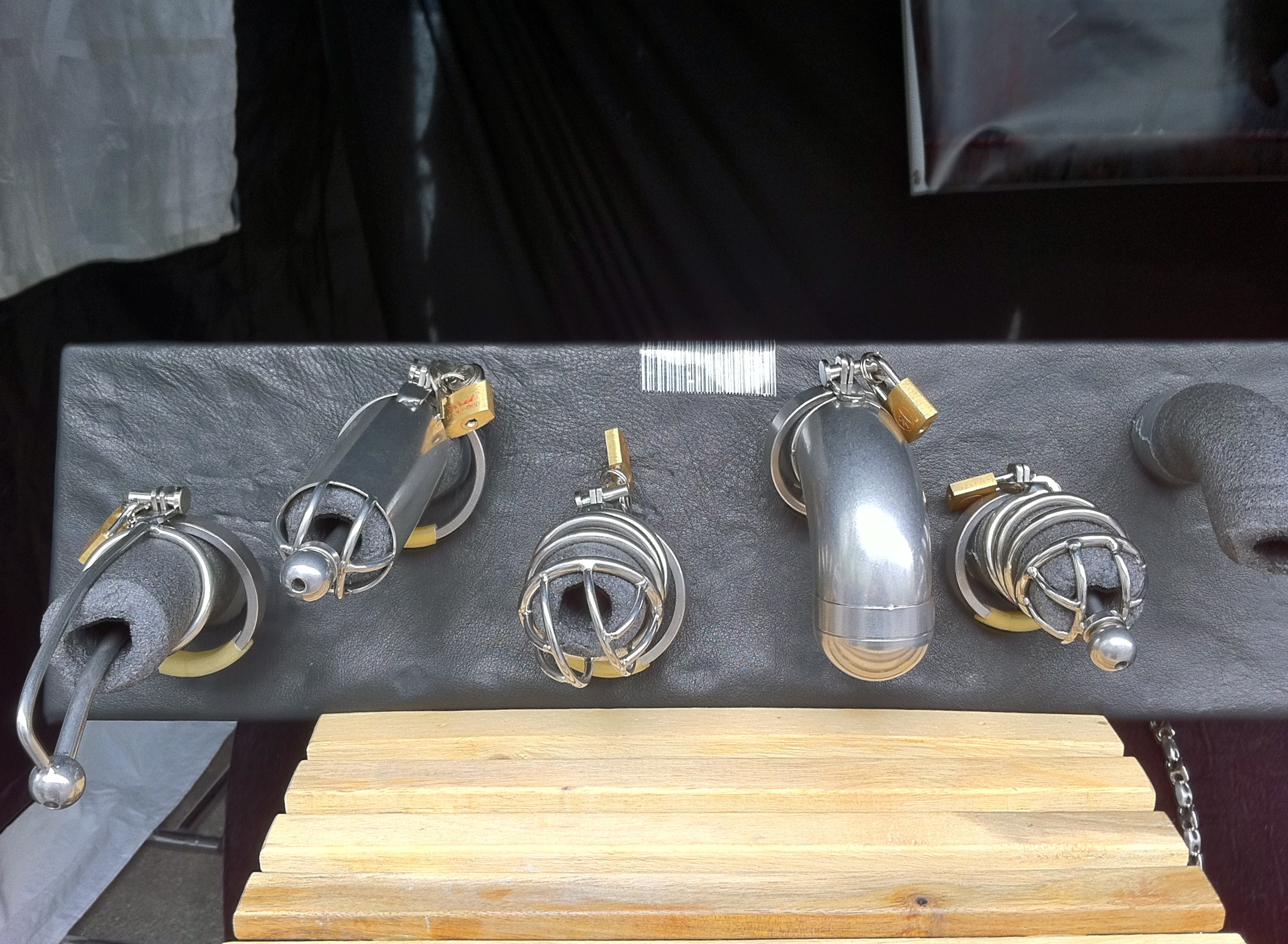
Dispositivos de castidad en exhibición en la feria

Up Your Alley Fair, más comúnmente conocida por los lugareños como Dore Alley Fair o simplemente Dore Alley, es un evento de fetiches y leather que se lleva a cabo en San Francisco, California, el último domingo de julio en Folsom Street entre las calles 9 y el 10 y en Dore Street desde Howard Street hasta media cuadra al sureste de Folsom Street. Las calles están llenas de puestos de vendedores y hay un escenario de sonido (para bailar) al final de la zona de la feria en la Calle 10. Hacia 2012 reunía a más de 12 mil personas.

## Historia
La primera feria Up Your Alley se llevó a cabo el domingo 24 de agosto de 1985 en Ringold Alley entre las calles 8 y 9. Su primera versión fue concebida por Patrick Toner y Jerry Vallaire como un evento de recaudación de fondos para los Gay Games de 1986, el Fondo del SIDA de San Francisco, y para Community United Against Violence.
El evento se trasladó a su ubicación actual en Folsom Street con Dore Street en 1987. Entre los motivos originales de esta feria estaba ilustrar, frente a las presiones de reurbanización, que el vecindario South of Market ya albergaba una subcultura leather y que esta comunidad seguía activa y organizada a pesar de la pandemia del sida.
Ahora dirigida por la misma organización sin fines de lucro que produce la mucho más grande Folsom Street Fair, el evento de cuero y fetiches BDSM más grande del mundo, Up Your Alley Fair atrae a diez mil entusiastas y espectadores fetichistas y sirve como un evento de "calentamiento" para los organizadores, pero también como un evento menos centrado en el turismo para los locales. Steamworks Baths alberga un escenario de Twister y hay baile, DJ, pruebas de ITS y venta de ropa fetichista. Esta feria está más centrada en los hombres homosexuales que la feria de Folsom Street, pero da la bienvenida a todos los sexos y orientaciones sexuales.
En 2020, tanto Up Your Alley Fair como Folsom fueron cancelados como resultado de la pandemia de COVID-19. En 2021 Up Your Alley se realizó en un formato reducido y con medidas sanitarias acordes a la pandemia, y al año siguiente retornó a su realización habitual en San Francisco, reuniendo a alrededor de 10 mil asistentes.